# Al-Sajid
Al-Sajid (hebr. ‏א-סייד‎; arab. ‏ابو قرينات‎) – beduińska wieś położona w Samorządzie Regionu Abu Basma, w Dystrykcie Południowym, w Izraelu.
Leży w północnej części pustyni Negew, pomiędzy miastami Arad a Beer Szewą.

## Społeczność głuchych
Wioskę zamieszkuje ok. 3 tys. osób, z czego 150 w wyniku wad genetycznych jest głuchych (4%, w porównaniu z 0,07% w otwartej populacji). Głuche rodziny wytworzyły z konieczności własny język migowy zwany ABSL (ang. Al-Sayyid Bedouin Sign Language). Język powstał w latach 40. XX w. gdy czworo głuchych dzieci urodziło się w jednej rodzinie. Język używany jest przez całą społeczność łącznie ze słyszącymi. Powstał bez wpływów innego języka migowego i bardzo różni się od arabskiego mówionego. W wiosce żyją trzy pokolenia użytkowników tego języka migowego co pozwala bliżej poznać jego naturalny rozwój.
Fenomen izolowanego beduińskiego języka migowego Al-Sajid został po raz pierwszy nagłośniony w roku 1990 przez antropolog Shifrę Kisch, a stał się szeroko poznany w roku 2005 gdy międzynarodowy zespół badaczy, w tym z Uniwersytetu w Hajfie, kierowany przez Wendy Sandler, zaczął badać ten unikalny język migowy. W roku 2007 Margalit Fox, dziennikarka „The New York Times”, napisała książkę zatytułowaną „Talking Hands: What Sign Sign Reveals About the Mind”. W roku 2008 powstał film dokumentalny Shablula Bamidbara „Głosy z El-Sayed” opowiadający historię tej społeczności.